# Фортеця Діярбакир
Фортеця Діярбакир (тур. Diyarbakır Kalesi) — історична фортеця в Сурі, Діярбакир, Туреччина, складається із внутрішньої фортеці та зовнішньої фортеці. Культурний ландшафт фортеці Діярбакир і садів Гевсель розташовані на ущелині в басейні верхів'я річки Тигр.
Мури походять зі старого римського міста Аміда й побудовані в теперішньому вигляді в середині четвертого століття нашої ери імператором Констанцієм II. Вони є найширшими і найдовшими (5800 метрів) повноцінними оборонними мурами у світі після Великого китайського муру (наприклад, Теодоські мури мають більшу довжину, але не є суцільними).
ЮНЕСКО додала будівлю до свого попереднього списку 2000 року та зарахувала його до Світової спадщини у 2015 році разом із Садами Гевселя.

## Архітектура

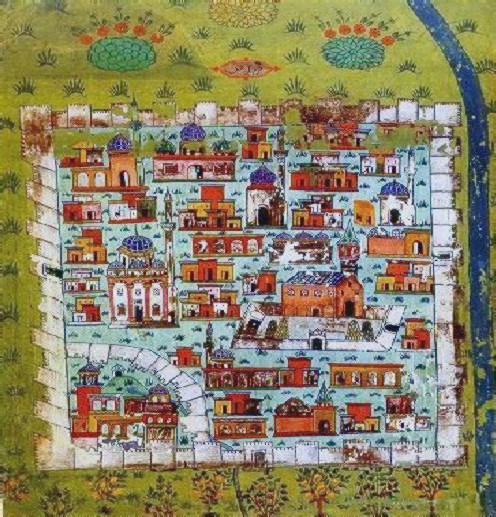
План Діярбакира 16 століття Матраксі Насух

Сур оточений міськими мурами. Східна половина зображеного тут міста-фортеці (Сур) була знищена в 2015—2016 роках під час курдсько-турецького конфлікту. Зараз західна половина (2017) зноситься.

Фортеця Діярбакир споруджена з каменю, чорного базальту та вапняного суглинку, і пройшла незліченну кількість оновлень; базальтові укріплення надзвичайно міцні, і це одна з причин того, що структура залишалася відносно недоторканою понад 2000 років. Мури мають численні написи на внутрішніх стінах міста (форту), які свідчать про історію міста Діярбакира.
Нині фортецю Діярбакир можна розділити на дві частини — мурии міста (Dişkale) та цитадель (İçkale).
Більшість цих мурів побудовані з традиційними стилями кладки та будівництва; вежі складаються з 2—4 поверхів і товщиною 4,4 метра на першому поверсі, а на більш високих поверхах стають тоншими.
Плани замку розкривають домінування двох різних будівельних стилів, круглого та чотирикутного. Встановлено, що 65 з початкових 82 веж досі залишаються на зовнішній мури міста, та 18 веж цитаделі. Фортецю згодом реконструювали, ремонтували та збільшували.

## Будівництво
Фортецю Діярбакир уперше побудували 297 року нашої ери римляни. У 349 році нашої ери мури значно розширилися за наказом імператора Констанція II. Протягом наступних 1500 років ці мури розширювалися та укріплялися за допомогою вулканічних порід з навколишнього регіону. На мурах є чотири головні брами та 82 вежі. Головними воротами фортеці є: Ворота Даг (Гірські), Ворота Шанлиурфи, Ворота Мардіни та Єні (Нові).
Вежі в Діярбакирі були побудовані в основному римлянами, а згодом реконструйовані османами, коли вони захопили місто в 15—16 століттях. Під час поразки Сефавідів при Діярбакирі османи поруйнували мури гарматами і тому їх довелося перебудувати. Сьогодні мури значною мірою непошкоджені і утворюють кільце навколо старого міста, яке має окружність понад 5 км. Мури заввишки понад 10 м і товщиною близько 3—5 м. У 1930 році частину мурів було знесено.

## Сучасність
З 2000 по 2007 року, почалися роботи по збереженню пам'ятки під час перебування на посаді мера Ферідуна Челіка, що виступав за відновлення мурів фортеці. Будинки, які були побудовані прямо на мурах, були вилучені, мури почищені та поруч із мурами відведено парк.
Останнім часом війна між турецькою армією та курдськими партизанами призвела до пошкодження фортеці та навколишніх пам'яток, порушивши плани уряду зберегти історичну фортецю та залучити туристів до Діярбакира. Близько третини історичного Старого міста навмисно знищила турецька держава після закінчення сутичок, що безповоротно пошкодило древнє місто. Хоча мури та сама фортеця колись порівнювались із Великим китайським муром, коли у 2015 році спалахнули війни, мури фортеці впали, разом з мечеттю, двома церквами та будинками багатьох мирних жителів, змусивши їх покинути деякі райони.
Уряд Туреччини та ЮНЕСКО спільно розпочали реконструкцію та збереження, і мали намір завершити її протягом двох років, починаючи зі знесення частини міста. 4 липня 2015 року ЮНЕСКО включила до списку всесвітньої спадщини ЮНЕСКО фортецю та культурний ландшафт садів Гевсель.

## Галерея

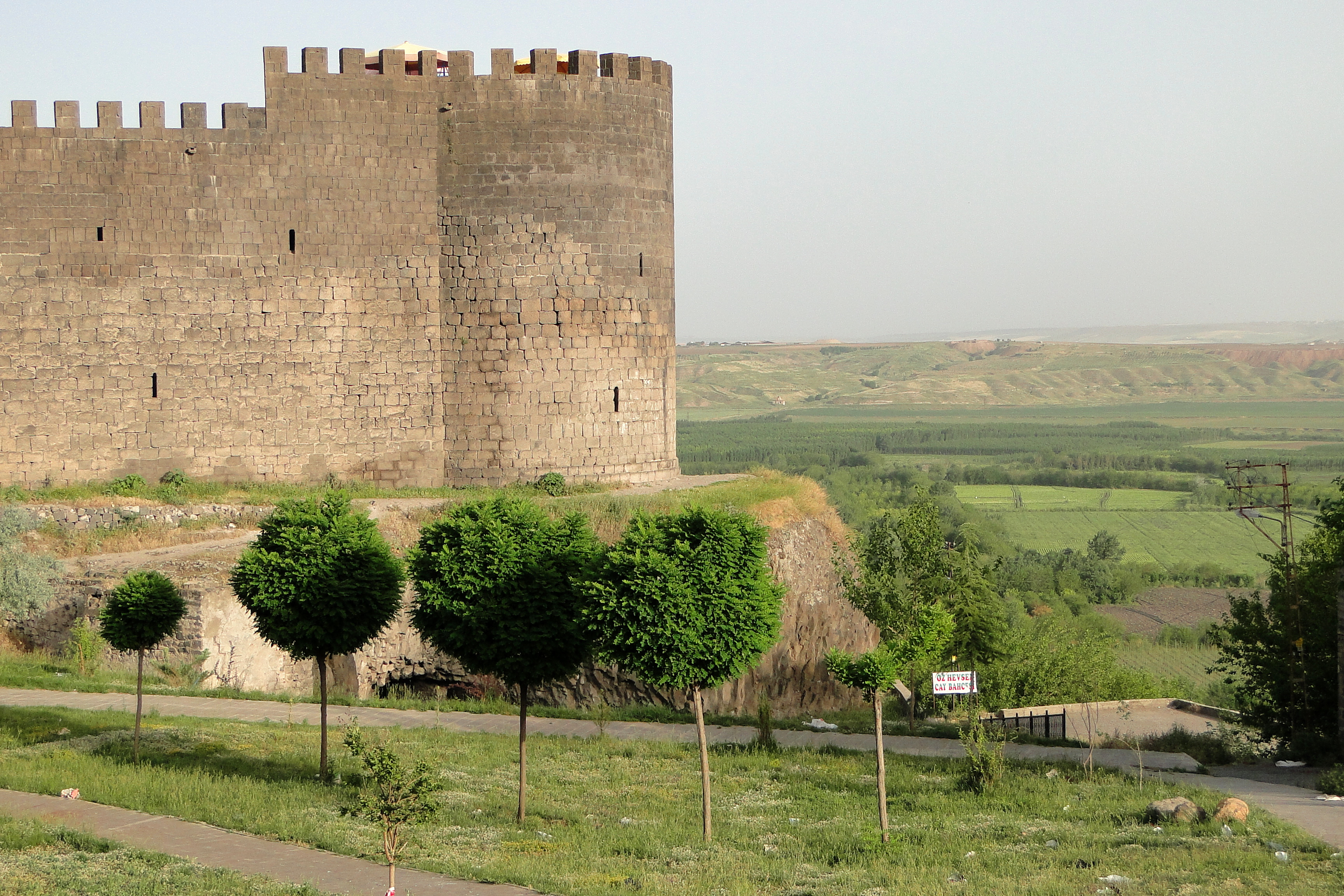
Міський мур
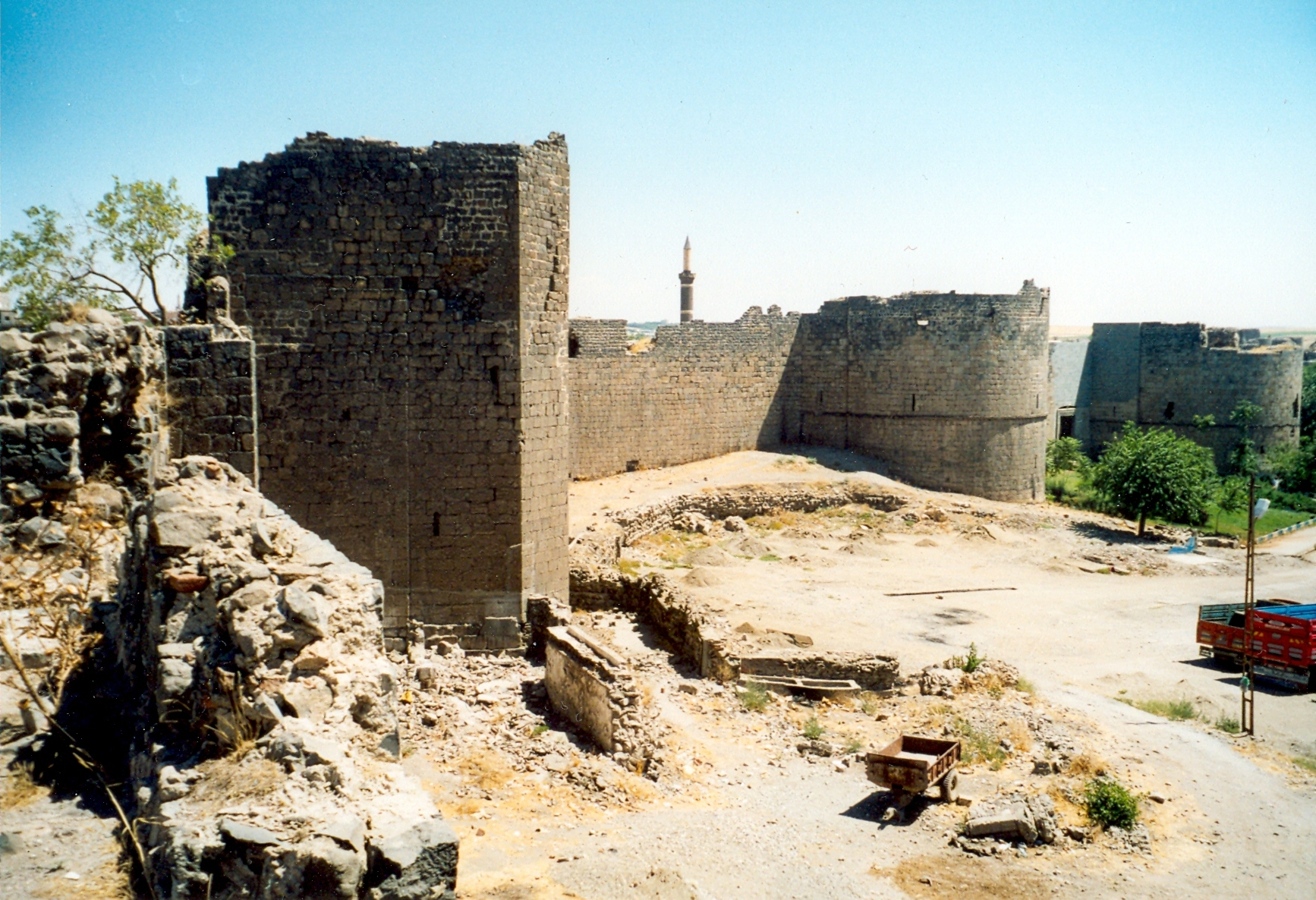
Мури
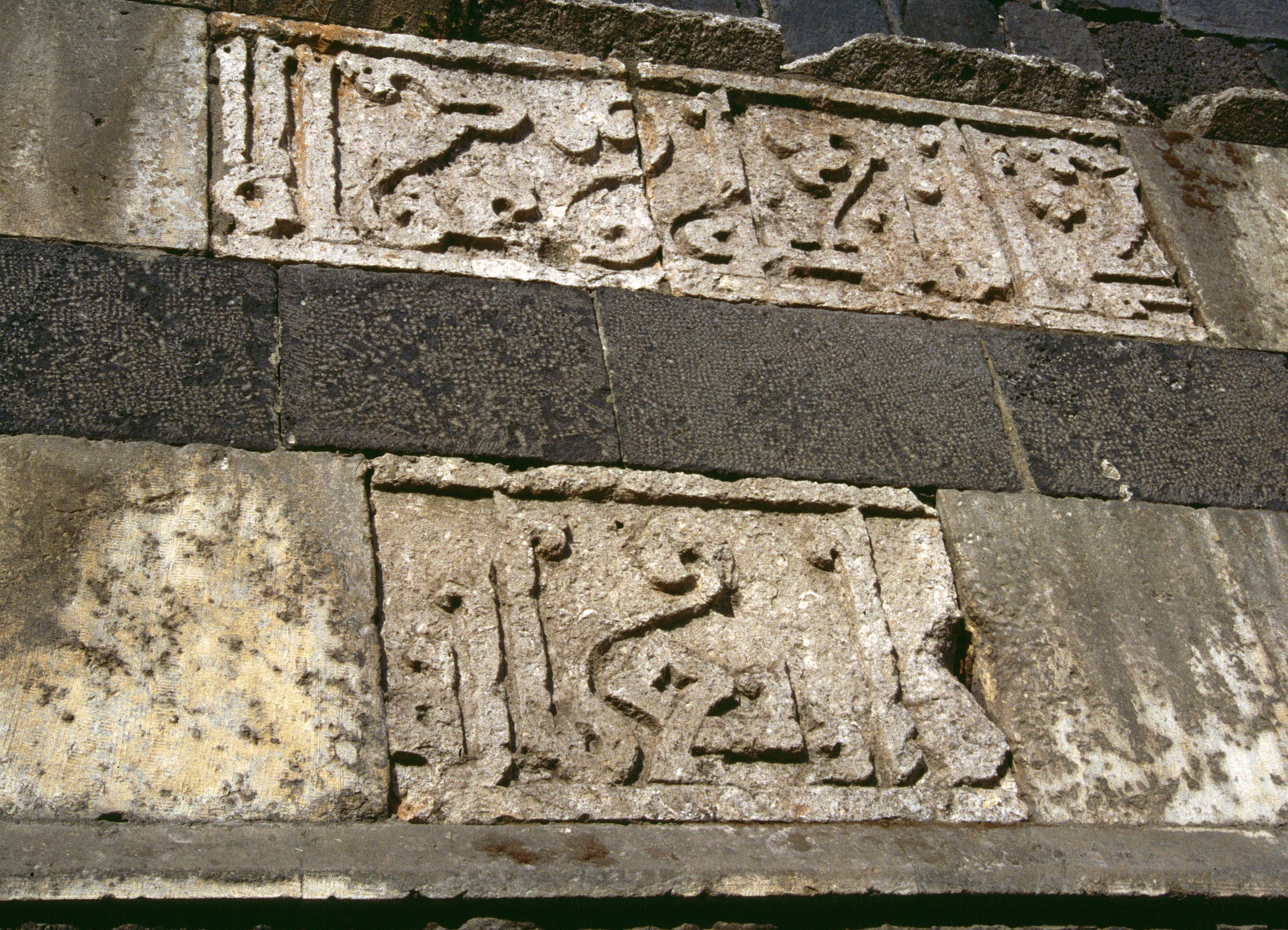
Написи
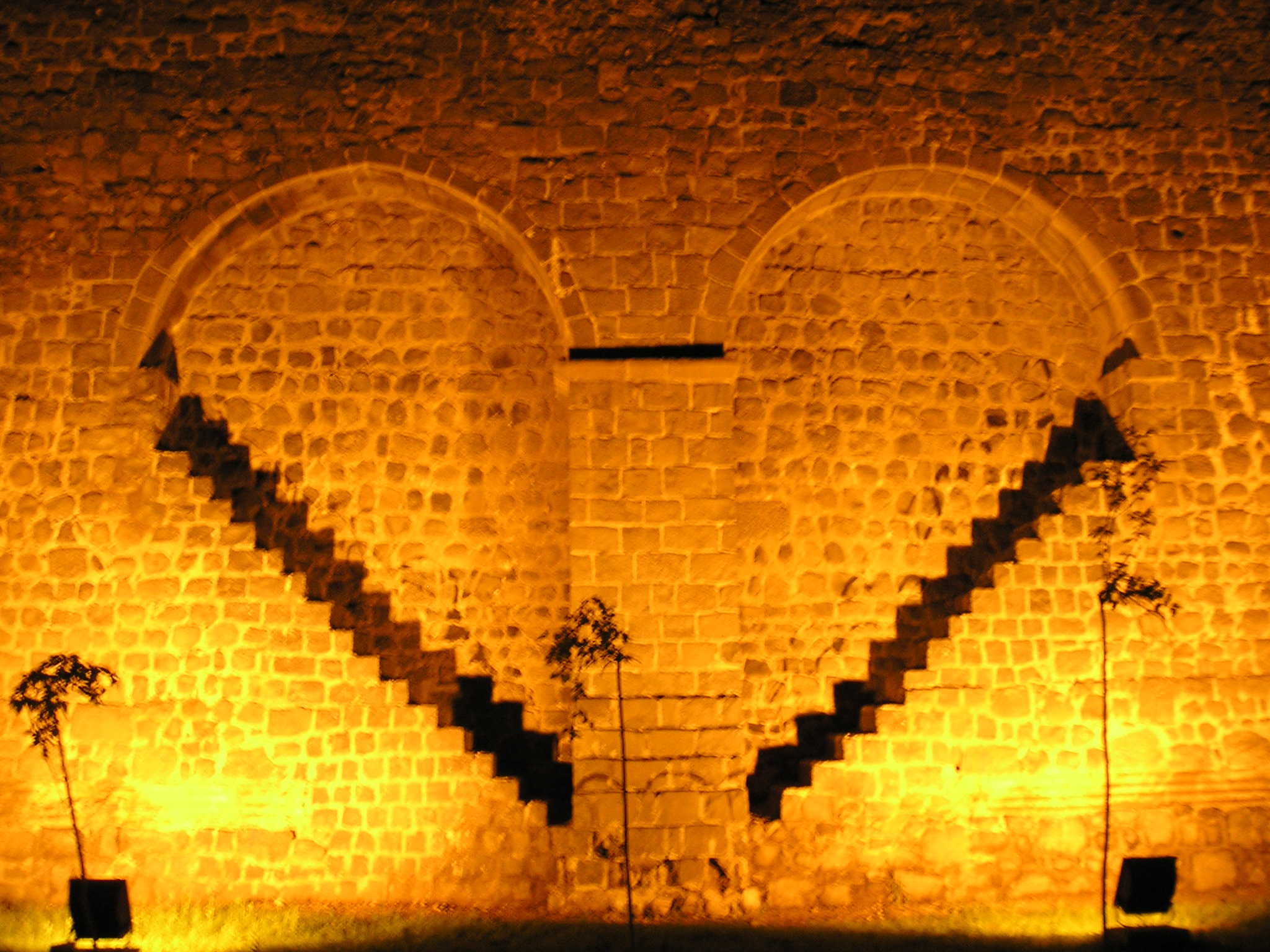
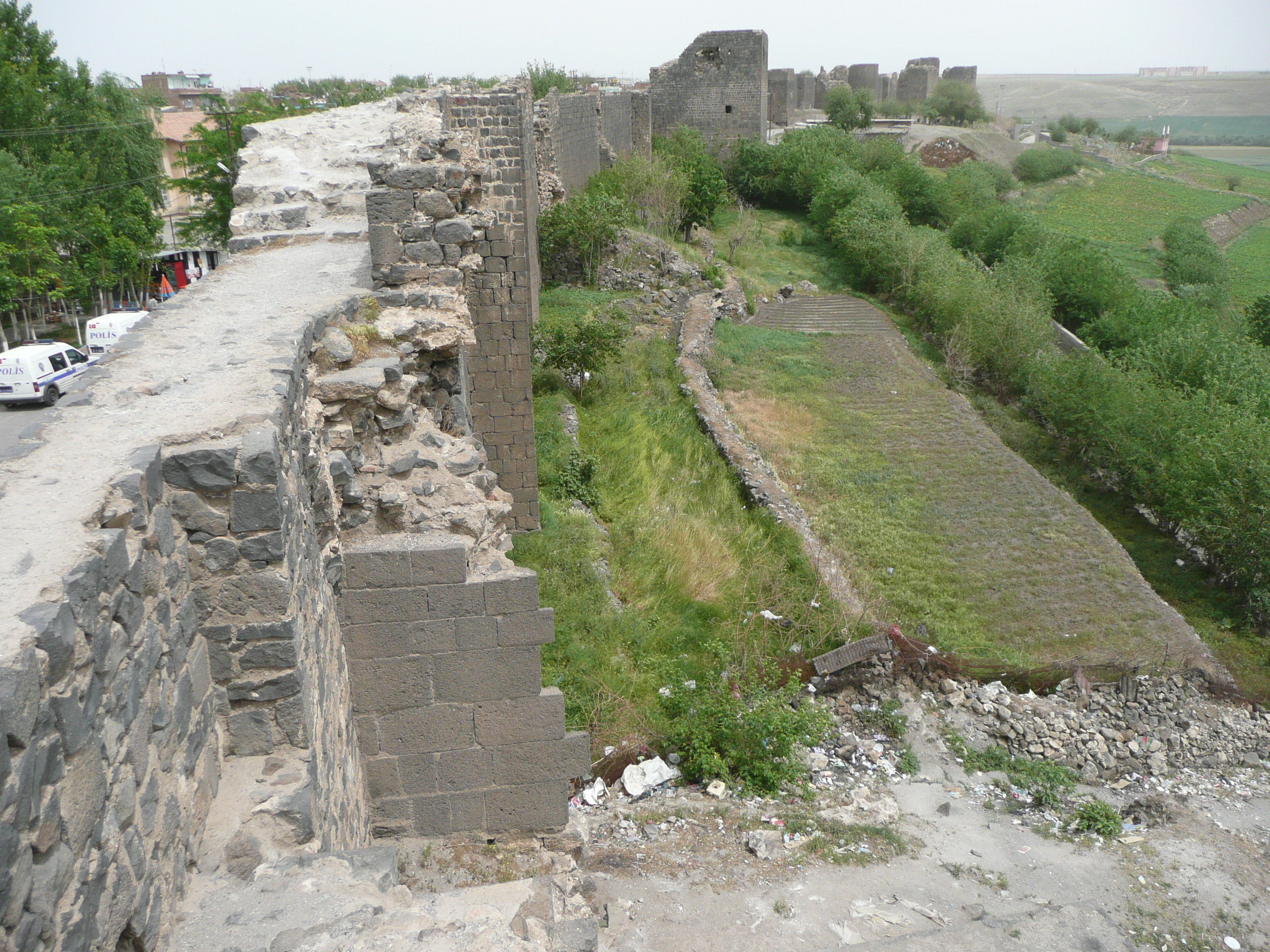